# Trigonostemon detritiferus
Trigonostemon detritiferus är en törelväxtart som beskrevs av R.Milne. Trigonostemon detritiferus ingår i släktet Trigonostemon och familjen törelväxter. Inga underarter finns listade i Catalogue of Life.